# Stanisław Moniuszko
Stanisław Moniuszko (Ubiel, Zarato de Polonia, 5 de mayo de 1819-Varsovia, 4 de junio de 1872) fue un compositor polaco.
Estudió en Berlín, e influido por las teorías del nacionalismo musical, fue el creador de la ópera polaca, con Halka (1848), que se estrenó en Varsovia en 1858. Otras óperas suyas son Flis (El barquero, 1858), Hrabina (La condesa, 1862), y Straszny Dwór (La casa embrujada, 1865). También escribió música religiosa y música de cámara.